# Jaime Prohens
Jaime Rodrigo Prohens Osorio (Montpellier, Francia, 22 de abril de 1975) es un piloto chileno de motociclismo. Participó, junto a su hermano Felipe Prohens en el Rally Dakar 2013, haciéndose conocidos en Chile como los «Hermanos Prohens».

## Rally Dakar 2009-2013
El año 2009 obtuvo el lugar n.º 39, el año 2010 obtuvo el lugar n.º 34, el año 2011 fue n.º 25 (siendo la de este año su mejor marca) y en el año 2012 fue n.°32. En el año 2013 obtuvo el lugar n.°48 de la general.

## Resultados

### Rally Dakar
| Año     | Categoría | Vehículo | Posición | Etapas |
| ------- | --------- | -------- | -------- | ------ |
| 2009    | Motos     | KTM      | 39.º     | -      |
| 2010    | Motos     | Honda    | 34.º     | -      |
| 2011    | Motos     | Honda    | 25.º     | -      |
| 2012    | Motos     | Honda    | 32.º     | -      |
| 2013    | Motos     | Honda    | 48.º     | -      |
| 2014    | Motos     | Yamaha   | 46.º     | -      |
| Fuente: |           |          |          |        |